# Eirene Doukaina
Eirene Doukaina hay Ducaena (tiếng Hy Lạp: Εἰρήνη Δούκαινα, Eirēnē Doukaina; k. 1066 – 19 tháng 2, 1138) là vợ của Hoàng đế Đông La Mã Alexios I Komnenos, và là mẹ của hoàng đế Ioannes II Komnenos và nữ sử gia Anna Komnene.

## Tiểu sử
Eirene sinh năm 1066, con gái của Andronikos Doukas và Maria xứ Bulgaria, cháu vua Ivan Vladislav xứ Bulgaria. Andronikos là một người cháu của Hoàng đế Konstantinos X và là em họ của Mikhael VII.
Eirene kết hôn với Alexios vào năm 1078, khi bà mới có mười một tuổi. Vì lý do này mà gia tộc Doukas đã ủng hộ Alexios lên ngôi năm 1081, khi một cuộc đấu tranh giành ngôi vị nổ ra sau khi Nikephoros III Botaneiates thoái vị. Mẹ của Alexios là Anna Dalassene, kẻ thù truyền kiếp của dòng họ Doukas, đã ép con trai mình phải ly hôn cô vợ trẻ Eirene và lấy Maria xứ Alania, vợ cũ của cả Mikhael VII và Nikephoros III. Eirene trong thực tế bị cấm làm lễ đăng quang, nhưng gia tộc Doukas đã thuyết phục được Thượng phụ Constantinopolis, Kosmas I, trao vương miện cho bà, mà ông đã làm một tuần sau đó. Anna Dalassene đành phải bằng lòng nhưng buộc Kosmas từ chức ngay sau đó; người kế nhiệm ông là Eustratios Garidas.
Anna Dalassene tiếp tục sống trong cung và thường can thiệp vào công việc nội bộ của Alexios cho đến khi bà mất 20 năm sau; Maria xứ Alania có thể cũng đã sống trong cung, và khắp nơi rộ lên tin đồn rằng Alexios đang dan díu với bà. Anna Komnene thì cứ một mực khăng khăng phủ nhận chuyện này, dù bản thân bà chưa được sinh ra cho đến ngày 1 tháng 12 năm 1083, hai năm sau đó. Eirene thường gợi ý Alexios phong cho Nikephoros và Anna làm người kế vị, hơn là đứa con út Ioannes. Alexios ưa thích tạo ra một triều đại ổn định thông qua đứa con trai riêng của họ, hoặc đã phớt lờ lời bà, giả vờ bận rộn việc khác, hoặc trở nên mất bình tĩnh và trừng trị bà vì dám đưa ra kiến nghị về những chuyện như vậy.
Eirene tận tình săn sóc Alexios trong giây phút lâm chung vào năm 1118, cùng lúc âm thầm sắp đặt để Nikephoros và Anna kế vị ông. Alexios đã hứa truyền ngôi lại cho Ioannes, và khi Ioannes lấy mất ấn triện của phụ hoàng thì Eirene đã buộc ông tội phản bội và trộm cắp. Khi Alexios vừa qua đời, bà cảm thấy đau buồn khôn nguôi và mặc đồ tang cùng với Eudokia, có chồng vừa mới mất. Tuy nhiên, bà đã sớm câu kết với Anna chống lại Ioannes, nhưng âm mưu của họ đã thất bại và cả Eirene và Anna bị buộc phải sống lưu vong tại tu viện Kecharitomene, mà Eirene đã thành lập một vài năm trước đây. Đây không phải là một cuộc lưu vong khắc nghiệt, và Eirene được sống trong yên bình cho tới khi mất, hầu hết bà đều dành thời gian vào việc phân phát lương thực cho người nghèo và dạy dỗ những đứa bé gái mồ côi. Eirene có thể là nguồn cảm hứng cho quyển sử do người con rể Nikephoros Bryennios viết ra và từng có công bảo trợ một số văn sĩ quan trọng bao gồm Theophylact thành Ohrid và Mikhael Italikos.

## Con cái
Eirene qua đời ngày 19 tháng 2 năm 1138. Bà có với Alexios I Komnenos cả thảy chín người con:
- Anna Komnene (1083–1153)
- Maria Komnene
- Ioannes II Komnenos (1087–1143)
- Andronikos Komnenos
- Isaac Komnenos
- Eudokia Komnene
- Theodora Komnene, kết hôn với Konstantinos Angelos. Trong số con cái của họ có Ioannes Doukas (lấy theo tên họ của bà nội), cha của hai nhà lãnh đạo đầu tiên Công quốc chuyên chế Ípeiros, Mikhael I Komnenos Doukas và Theodore Komnenos Doukas, và Andronikos Doukas Angelos, cha của hoàng đế Isaakios II Angelos và Alexios III Angelos.
- Manuel Komnenos
- Zoe Komnene